# Do Nothing
Do Nothing – szósty singiel brytyjskiej grupy "drugiej fali ska" The Specials. Na rynku ukazał się w 1980 roku nakładem wytwórni 2 Tone Records. Producentami singla byli Dave Jordan (A1, B1) i Jerry Dammers (B2). Zajął 4 pozycję na brytyjskiej liście przebojów. Singiel promował drugi album The Specials More Specials (2 Tone Rec. 1980). 
W wersji wydanej we Włoszech na stronie B zamieszczono utwór "Man at C&A" (2 Tone Rec. CHS TT307 - 1980).

## Spis utworów

### wersja podstawowa
str.A
1. Do Nothing (Golding) 	3:41

str.B
1. Maggie's Farm (Dylan)	3:32

### wersja włoska
str.A
1. Do Nothing  	3:41

str.B
1. Man at C&A (Dammers/Hall) 3:38

## Muzycy
- Terry Hall - wokal
- Neville Staple - wokal
- Lynval Golding - gitara rytmiczna, wokal
- Roddy Radiation - gitara prowadząca, wokal
- Jerry Dammers - klawisze
- Sir Horace Gentleman - gitara basowa
- John Bradbury - perkusja
- Rico Rodriguez - puzon
- Dick Cuthell - trąbka